# Blindengeld
Das Blindengeld in Deutschland ist eine monatliche finanzielle Unterstützung für Menschen, die von Geburt an, aufgrund einer Krankheit oder durch einen Unfall blind oder stark sehbehindert sind. Aktuell empfangen rund 125.000 Menschen in Deutschland das Blindengeld; sie begleichen damit Mehrausgaben, die ihnen wegen ihrer Behinderung entstehen. Dazu zählen Kosten für Haushaltshilfen, Vorlesen, oder auch Mehrausgaben für Hilfsmittel wie Punktschrift-Notizblöcke.

## Gesetzliche Regelungen
Gesetzlich geregelt ist der Anspruch auf Blindengeld nach Landesrecht. Nach den Landesblindengeldgesetzen wird das Blindengeld ohne Rücksicht auf Einkommen und Vermögen des Blinden gewährt.
Subsidiär ist die Blindenhilfe im SGB XII, d. h. im Rahmen der Sozialhilfe bundesrechtlich  geregelt (§ 72 SGB XII). Im SGB XII gelten allerdings die allgemeinen Einkommens- und Vermögensgrenzen der Sozialhilfe, d. h. Blindenhilfe nach SGB XII wird nur bei Bedürftigkeit gewährt. Sofern die Voraussetzungen zum Bezug von Sozialhilfe erfüllt sind, kann Blindenhilfe nach SGB XII auch ergänzend zum Landesblindengeld bezogen werden, sofern dieser Anspruch geringer ist als der nach SGB XII. Der Anspruch gegenüber dem Träger der Sozialhilfe besteht dann in der Höhe der Differenz zwischen der Blindenhilfe nach § 72 SGB XII und dem jeweiligen Landesblindengeld.
Nach einem Urteil des Bundessozialgerichts vom 11. August 2015 sind auch cerebral schwerst geschädigte Kinder nicht länger vom Blindengeld ausgeschlossen (AZ: B 9 BL 1/14 R).

## Höhe
Die Höhe der Landesblindengelder variiert mit Stand 2023 je nach Bundesland zwischen 300 Euro (in Schleswig-Holstein) und 757 Euro (in Hessen).
Das Blindengeld in Hamburg wurde zum 1. Juli 2012 auf 478,72 Euro monatlich erhöht (Erhöhung um 2,18 Prozent). Das einkommensunabhängige Landesblindengeld für die 12.000 blinden Menschen in Niedersachsen wurde von der Regierung Wulff zunächst gekürzt und zum 1. Januar 2005 ganz abgeschafft. Zwei Jahre später führte man es wieder zum 1. Januar 2007 ein und erhöhte es in zwei Stufen: Zum 1. Januar 2009 auf 320 Euro (für Erwachsene bis 25 Jahre) und 265 Euro (für Erwachsene ab 25 Jahre). Am 1. April 2014 trat die letzte Änderung in Kraft, seitdem beträgt das Blindengeld 320 Euro (für Erwachsene bis 25 Jahre) und 300 Euro (für Erwachsene ab 25 Jahre) sowie 100 Euro (für Erwachsene mit einem Aufenthalt in stationären Einrichtungen).

## Verhältnis zur Pflegeversicherung
Leistungen der Pflegeversicherung werden auf die Blindenhilfe (abhängig vom Pflegegrad) angerechnet. Dabei wird die Blindenhilfe um einen bestimmten Betrag gekürzt, da der durch die Blindheit bedingte Mehraufwand bereits teilweise durch die Pflegeleistungen abgedeckt wird.
Für die häusliche Pflegehilfe nach §§ 61,63 SGB XII gilt, dass diese nicht gewährt wird, sofern die Pflegebedürftigkeit ausschließlich wegen der Blindheit besteht (§ 72 Abs. 4 SGB XII). Der Barbetrag nach § 35 Abs. 2 SGB XII, der bei Aufenthalt in stationären Einrichtungen gezahlt wird („Taschengeld“), entfällt beim Bezug von Blindenhilfe. Beide Vorschriften gelten auch für den Bezug von Blindengeld nach Landesrecht.

## Belege
1. ↑  Blindengeld –  Liste der Bundesländer. In: Deutscher Blinden- und Sehbehindertenverband e. V. August 2023, abgerufen am 6. März 2025.
2. ↑  Niedersächsisches Landesamt für Soziales, Jugend und Familie, abgerufen am 22. Februar 2017